# Усть-Игум (деревня)
Усть-Игум — деревня в Пермском крае России. Входит в Александровский муниципальный округ.

## География
Деревня находится в восточной части края, в пределах западных предгорий Среднего Урала, в таёжной зоне, на левом берегу реки Яйвы, вблизи места впадения в неё реки Игум, на расстоянии приблизительно 23 километров (по прямой) к западу от города Александровска.
Климат
Климат характеризуется как умеренно континентальный, с морозной зимой и умеренно тёплым дождливым летом. Средняя многолетняя температура самого холодного месяца (января) составляет −16,5°С, температура самого тёплого (июля) — +16,5°С. Среднегодовое количество осадков — 600—800 мм.

## История
С 2004 до 2019 гг. входила в  Всеволодо-Вильвенское городское поселение Александровского муниципального района.

## Население
| 2010 |
| ---- |
| 6    |

Гендерный состав
По данным Всероссийской переписи населения 2010 года в гендерной структуре населения мужчины составляли 50 %, женщины — соответственно также 50 %.
Национальный состав
Согласно результатам переписи 2002 года, в национальной структуре населения русские составляли 94 % из 17 чел.